# لوروا هيرمان
لوروا هيرمان (بالإنجليزية: Leroy Herrmann)‏ هو لاعب كرة قاعدة أمريكي، ولد في 26 فبراير 1906، وتوفي في 3 يوليو 1972.

## وصلات خارجية
- لوروا هيرمان على موقعبيزبول رفرنس.كوم (الدوري الرئيسي) (الإنجليزية)